# Чбоски, Стивен
Стивен Чбоски (англ. Stephen Chbosky [ʃəˈbɒski] Шебо́ски; род. 25 января 1970, Питтсбург) — американский писатель, режиссёр и сценарист.

## Биография

### Ранние годы
Чбоски родился в городе Питтсбург, Пенсильвания, а вырос в пригороде Питтсбурга Аппер-Сент-Клер. Его мать, Лиа, налоговый инспектор, а отец, Фредерик Дж. Чбоски, консультант финансового директора. У Чбоски есть сестра Стейси. Он был воспитан в духе католицизма. Будучи подростком, Чбоски увлекался чтением классики, ужасов и фантастики. На него сильно повлиял роман Джерома Сэлинджера «Над пропастью во ржи» и творчество Фрэнсиса Скотта Фицджеральда и Теннесси Уильямса. Чбоски окончил старшую школу Аппер-Сент-Клера в 1988 году, после чего он встретил Стюарта Штерна, сценариста фильма 1955 года «Бунтарь без причины». Штерн стал хорошим другом и наставником Чбоски и оказал большое влияние на его карьеру.

### Карьера
Чбоски стал известным после написания романа «Хорошо быть тихоней» (1999), также снял киноверсию этой же книги, в которой снялись Логан Лерман, Эмма Уотсон и Эзра Миллер. Автор сценария фильма «Богема» 2005 года, а также соавтор, исполнительный продюсер и сценарист сериала CBS «Иерихон», трансляция которого началась в 2006 году. В 2017 году Чбоски выпустил семейную драму «Чудо». Вторая книга автора, «Воображаемый друг» вышла на английском языке в октябре 2019 года. В 2021 вышел фильм Чбоски «Дорогой Эван Хансен».